# Los que Iban Cantando
Los que Iban Cantando fue un grupo musical uruguayo, inscrito dentro del movimiento de resistencia cultural a la dictadura cívico-militar, el llamado canto popular uruguayo.

## Historia
El grupo surgió en 1977 como un colectivo de solistas. En su primera formación estuvo integrado por Jorge Lazaroff, Jorge Bonaldi, Luis Trochón y Jorge Galemire. Al poco tiempo Galemire dejó el grupo y se integró Jorge Di Pólito y Carlos Da Sliveira. En 1983 se separaron y volvieron a juntarse en 1987 con la integración de: Jorge Lazaroff, Jorge Bonaldi, Luis Trochón y Edú Lombardo. También llegó a integrar el grupo Walter Venencio. El grupo se disolvió en 1989 tras la muerte de Jorge Lazaroff. El grupo toma su nombre de un poema de Circe Maia, musicalizado por Lazaroff.[cita requerida]
Su búsqueda musical se basó en el folclore latinoamericano, el tango y la murga. Mostraron una faceta experimental importante, jugando con los sonidos y apelando al humor.

## Discografía
- Uno (Ayuí / Tacuabé a/e14. 1977)
- Dos (Ayuí / Tacuabé a/e16. 1978)
- Juntos (Ayuí / Tacuabé a/e28. 1981)
- Enloquecidamente (Ayuí / Tacuabé a/e63k. 1987)

### Reediciones
- Uno - Dos (Ayuí / Taccuabé ae204cd)
- Enloquecidamente (Ayuí / Taccuabé pd 2002. 1999)